# إي. إف. فيليبس
إي. إف. فيليبس (بالإنجليزية: E. F. Phillips) هو بروفيسور ونحال أمريكي، ولد في 1878، وتوفي في 1951.